# Poljane nad Škofjo Loko
Poljane nad Škofjo Loko je naselje i jedno od središta općine Gorenja vas - Poljane u središnjoj Sloveniji. Poljane nad Škofjo Loko se nalazi u pokrajini Gorenjskoj i statističkoj regiji Gorenjskoj. 

## Stanovištvo
Prema popisu stanovništva iz 2002. godine Poljane nad Škofjo Loko su imale 390 stanovnika.

## Vanjske poveznice
- Plan i karta naselja  Arhivirana inačica izvorne stranice od 29. srpnja 2017. (Wayback Machine)